# فوق ورقي قزم
فوق ورقي قزم أو إبيفلوم بوميلوم (بالإنجليزية: Epiphyllum pumilum)‏ هو نوع من الصبار موطنها الأصلي المكسيك وغواتيمالا. تزرع هذه الأنواع عادة كزينة لزهورها الجميلة والعطرة في فصل الصيف.

## الأصل والموطن
تمتد من المكسيك (فيراكروز، تاباسكو، أواكساكا، تشياباس) إلى الأراضي المنخفضة في غواتيمالا.

## الزراعة
تكون سهلة الزراعة وسريعة النمو. تحتاج إلى سماد يحتوي على الكثير من الدبال والكثير من الرطوبة في الصيف. عادة ما تزهر في الصيف أو في مطلع الخريف.